# Santuario di Santa Maria della Vita
Il Santuario di Santa Maria della Vita (Cîṡa d'la Vétta in bolognese) si trova in via Clavature n. 10, nel centro storico di Bologna, a pochi passi da piazza Maggiore.

## Storia
Il Complesso di Santa Maria della Vita, formato dal Santuario attuale e dall'Oratorio dei Battuti, nacque dal movimento dei Disciplinati o Flagellanti, detta poi dei Battuti, sorto a Perugia nel 1260 su iniziativa del laico Raniero Fasani e velocemente propagatosi sorretto dalla volontà popolare e promosso da processioni di fedeli flagellanti, giunto a Bologna nell'ottobre dello stesso anno. Lo stesso Beato Raniero Fasani fondò a Bologna non solo la Confraternita, ma anche, assieme al Beato Bonaparte Ghisilieri e alla terziaria francescana Suor Dolce, un ospedale che doveva occuparsi di infermi e pellegrini e che iniziò ad operare intorno al 1275. La primitiva chiesa, costruita nello stesso periodo, doveva essere una semplice piccola chiesa romanica, quasi una cappella dedicata originariamente a San Vito. Molto presto, per il prestigio e la fama dei medici dell'ospedale, e per le numerose guarigioni giudicate miracolose, il complesso cominciò a essere chiamato ospedale "della vita".

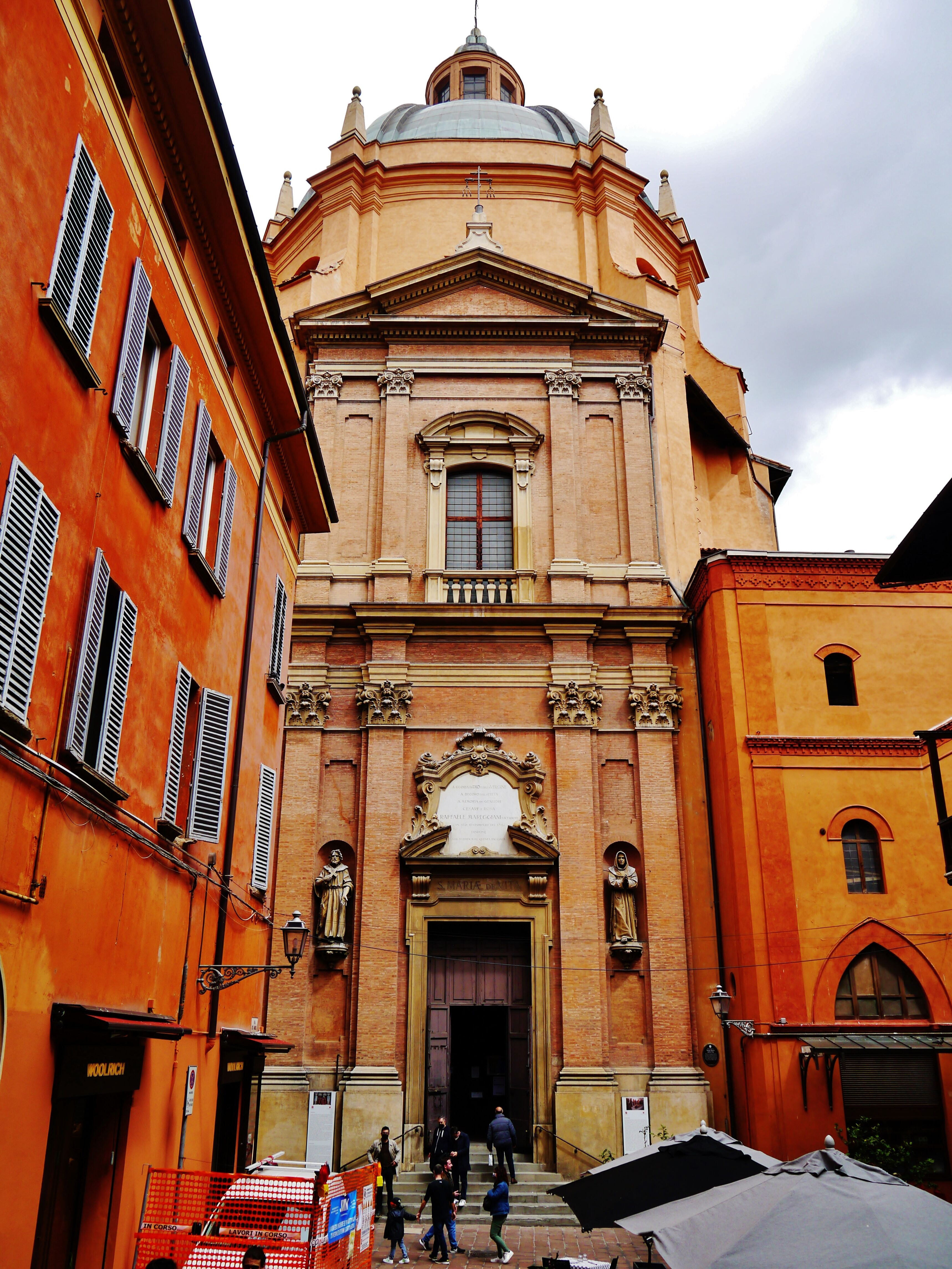
La facciata

Già alla fine del Trecento o all'inizio del Quattrocento fu dipinto all'altare della chiesa l'affresco con l'immagine della Madonna in trono col Bambino e Santi, attribuito in passato a Simone dei Crocifissi, a Lippo di Dalmasio ed oggi a Pietro di Giovanni Lianori, e che tanta importanza assumerà in futuro. 
Col tempo si rese necessaria la costruzione di nuovi spazi e la separazione tra quelli dedicati alle riunioni della compagnia con la costruzione di un oratorio, e quelli accessibili a tutti i fedeli. Tra 1454 e 1502 si realizzò una nuova chiesa a tre navate disposta parallelamente a via Clavature e l'oratorio fu edificato al di sopra della chiesa stessa. 
La chiesa divenne quindi santuario mariano quando l'affresco con la Madonna col Bambino e Santi, caduto in oblio per molto tempo, fu ritrovato, o riscoperto nel 1614 in modo casuale, ritrovamento che fu però giudicato miracoloso e che portò ad una grande venerazione, accompagnata da guarigioni miracolose.
Nel 1686 si verificò il crollo di quattro campate della chiesa quattrocentesca. A seguito di ciò si decise una totale ricostruzione dell'edificio sacro il cui progetto fu affidato a Giovanni Battista Bergonzoni, e che fu ricostruito tra 1687 e 1690. L'architetto adottò una pianta centrale ellittica, sulla quale un secolo dopo fu aggiunta la cupola disegnata da Antonio Galli da Bibbiena, realizzata da Giuseppe Tubertini (1787), su probabile progetto del Terribilia, issata a 52 metri, che rende la chiesa una delle più alte di Bologna. 
Nel 1725, col crescere delle esigenze sanitarie e di assistenza, l'Ospedale della Vita fu trasferito in una sede più grande in via Riva di Reno e, alla fine del secolo, tra 1796 e 1797, con le soppressioni napoleoniche, venne espropriato alla confraternita e divenne pubblico. Poco dopo, nel 1801, venne unito all'ospedale della Morte che si trovava proprio di fronte per poi divenire l'ottocentesco Ospedale Maggiore, distrutto con i bombardamenti del 1943 e ricostruito dopo la guerra lungo la Via Emilia fuori Porta San Felice.
Nell'Ottocento il complesso di Santa Maria della Vita rimase un centro religioso. Nel 1905 fu iniziata la realizzazione della facciata, rimasta fino ad allora incompiuta, grazie al lascito testamentario del 1892 da parte del sacerdote e tipografo don Raffaele Mareggiani (1832-1899), su disegno dell'ingegnere Luigi Leonida Bertolazzi. Attualmente, il Santuario e l'Oratorio, eredi dell'antico ospedale, sono ancora proprietà dell'Azienda AUSL di Bologna, ma sono gestiti dalla Fondazione Cassa di Risparmio di Bologna e sono parte del sistema museale Genus Bononiae.

## Esterno

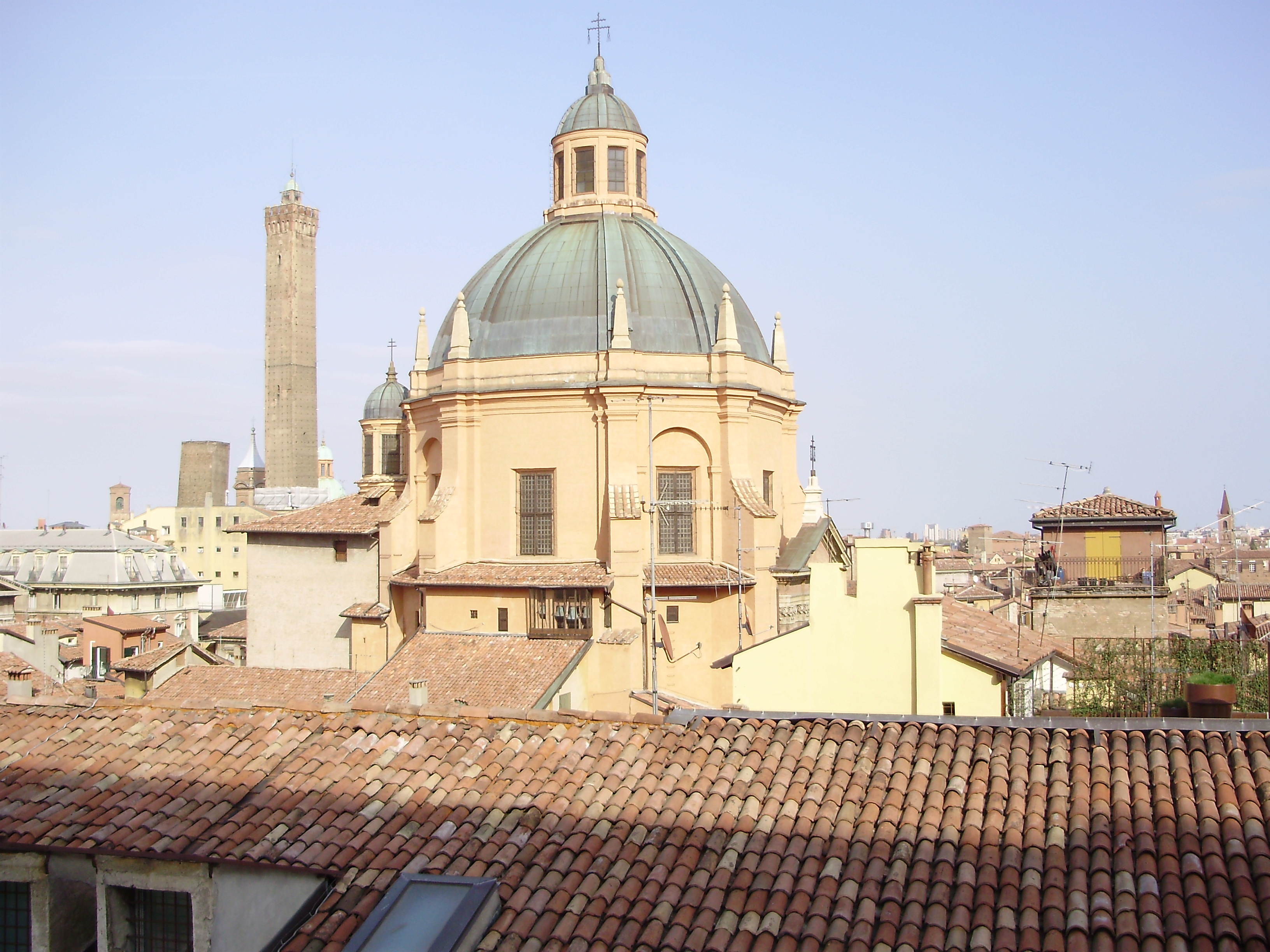
Veduta della cupola. Sullo sfondo le due torri

All'esterno, da via Clavature è visibile solo la grande facciata costruita nel 1905 su disegno dell'ingegnere Luigi Leonida Bertolazzi, costituita da laterizio stuccato ed arricchita da dettagli decorativi quali cornici e capitelli in cemento. Nella parte superiore è presente un frontone triangolare contenente l'emblema della confraternita, raffigurante la croce latina a due bracci con flagelli appesi ai lati, eretta sui tre monti del Calvario. Nella parte inferiore, nelle due nicchie aperte ai lati dell'ingresso, furono poste sempre nel 1905 le due sculture dei beati Riniero de' Barcobini Fasani (a destra) e Bonaparte Ghisilieri (a sinistra), scolpite da Tullo Golfarelli due anni prima a ricordo dell'origine della compagnia e del successivo ospedale.
Pur essendo privo di un vero e proprio campanile, il santuario possiede un piccolo e grazioso concerto di 4 campane, montate sui caratteristici ceppi in legno "alla bolognese" per consentire l'esecuzione di questa particolare pratica di suono ai maestri campanari locali. Le tre campane maggiori sono opera del fonditore Giuseppe Brighenti e portano la data 1826, mentre la "piccola", fusa da Clemente Brighenti nel 1883, è stata aggiunta alle tre preesistenti per comporre il classico "quarto maggiore" bolognese. I bronzi sono alloggiati nella luce delle aperture di un apposito vano situato alla base del tamburo della cupola (dal lato verso Piazza Maggiore) e, vista la posizione, sono praticamente impossibili da vedere dall'esterno. 

## Interno

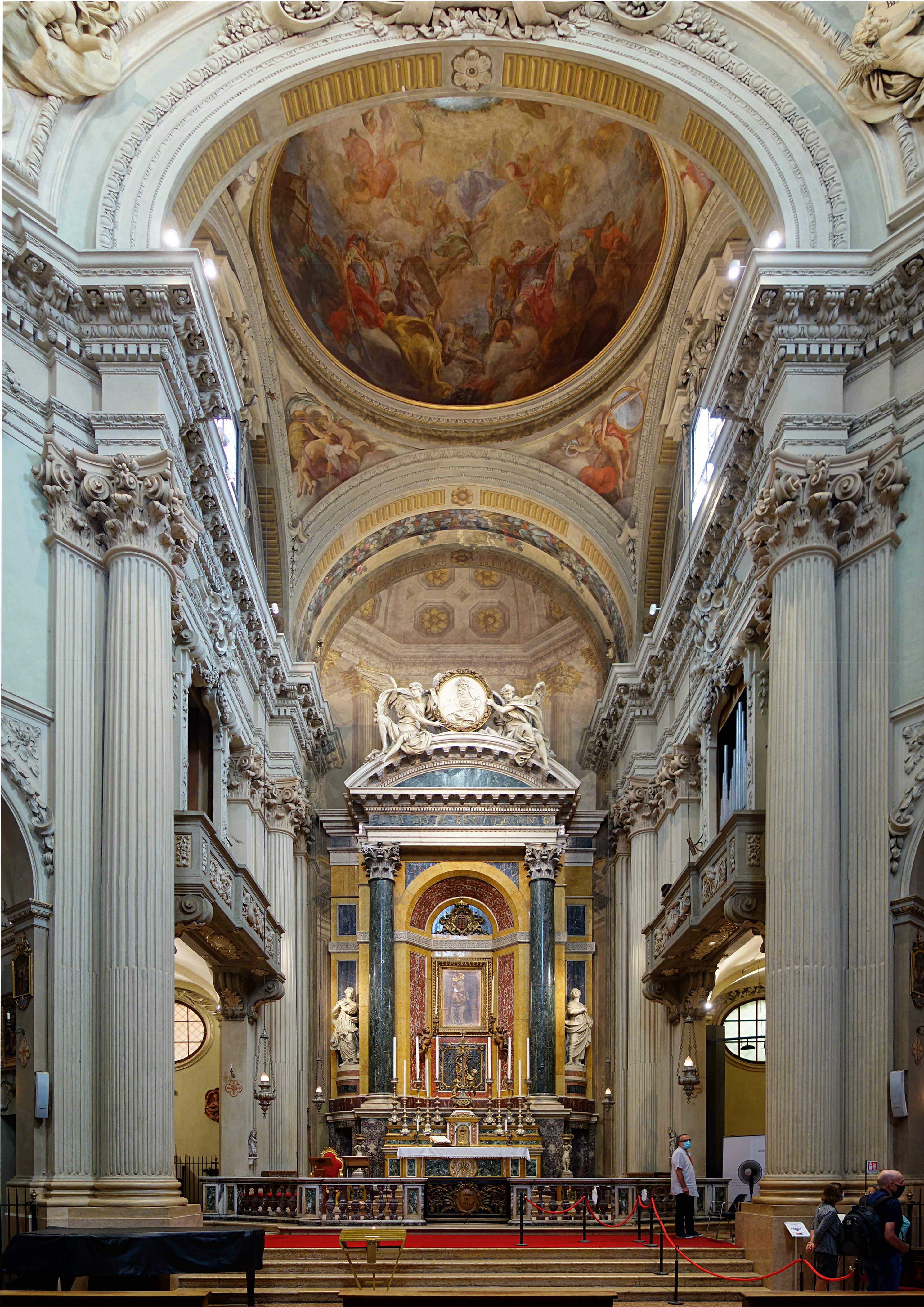
Interno

L'interno settecentesco di aspetto classicheggiante è composto da uno spazio a pianta centrale corredato da due cappelle principali e da altre quattro più piccole. In asse con l'ingresso si apre il presbiterio allungato. Sui quattro archi che scandiscono il vano centrale e sui pennacchi si eleva la cupola ellittica realizzata da Giuseppe Tubertini, una delle più alte di Bologna, aperta nel tamburo da finestre decorate da stucchi e scandita da cassettoni divisi in sedici spicchi. Nei pennacchi si trovano grandi altorilievi raffiguranti le quattro Sibille: Cumana, Frisia, Eritrea e Persica, opera dello scultore forlivese Luigi Acquisti.
La prima cappella a destra, quella di San Giuseppe, presenta un'ancona in stucco che contiene una tela settecentesca con San Giuseppe con Gesù Bambino di Domenico Pedrini, del 1780. Sotto di esso si trova una più antica tavola di un'artista non identificato con una Madonna col Bambino del secolo XV.
La cappella centrale a destra, più grande, dedicata a San Girolamo, è ornata da un elegante altare settecentesco anch'esso in stucco sul quale, in alto, sono due Angeli opera di Angelo Piò del 1735. La pala d'altare, la Madonna col Bambino, San Gerolamo e il Beato Bonaparte Ghisilieri, programmaticamente ispirata a modelli carracceschi, fu dipinta da Aureliano Milani intorno al 1718 circa, anno nel quale una parte delle ossa del beato furono tumulate nell'arca che si trova al di sotto.
La terza cappella, più piccola, dedicata a Sant'Anna, è un gruppo scultoreo in terracotta policroma con funzione di reliquiario che rappresenta Sant'Anna e Maria bambina, di autore ignoto e databile al tardo Settecento. Sulla destra, in un incavo, è un busto argenteo di San Carlo Borromeo.

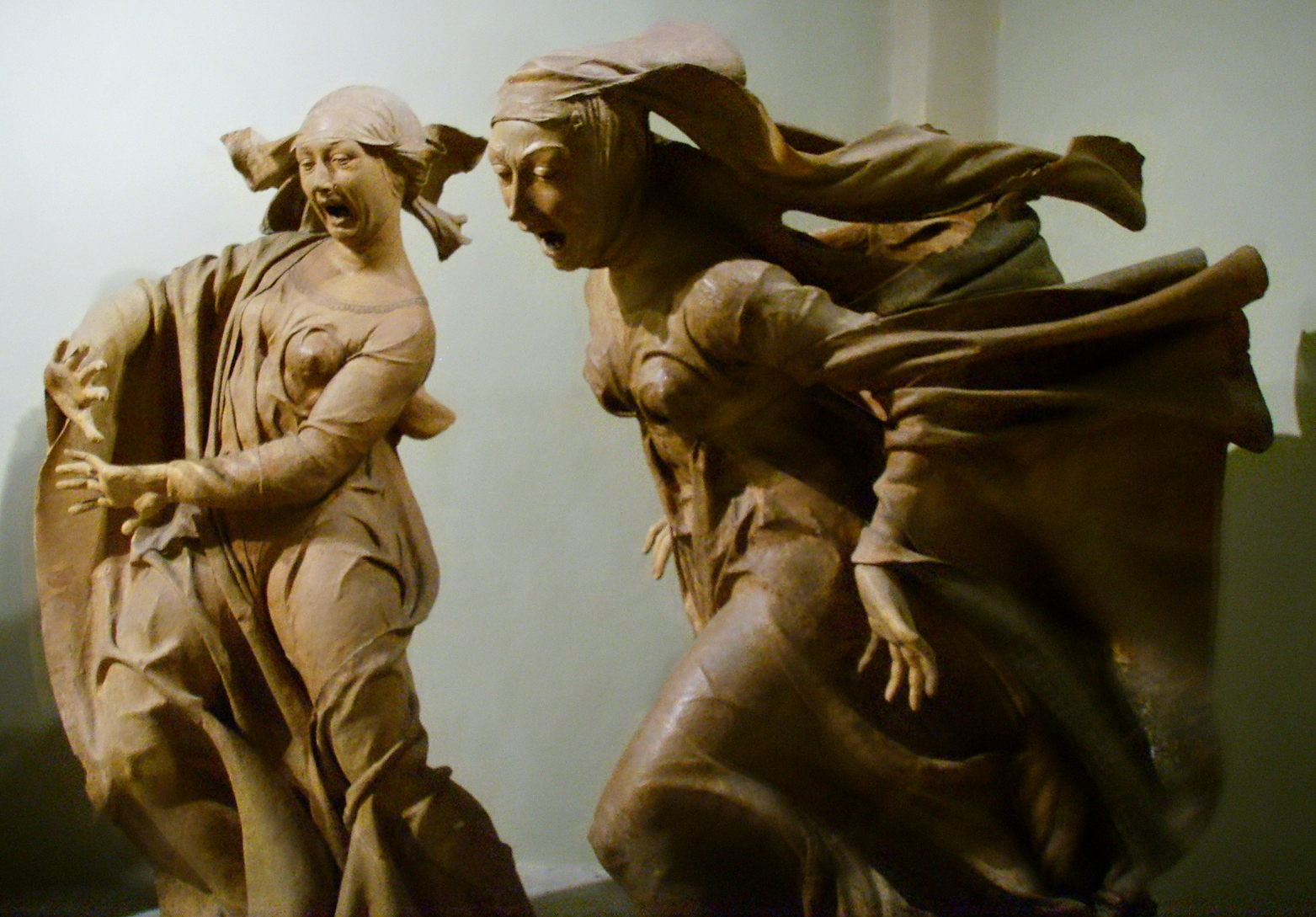
Due figure del Compianto di Niccolò dell'Arca (1463)

Nella cappella a destra del presbiterio è collocata l'opera per la quale la chiesa è soprattutto nota: il gruppo fittile del Compianto sul Cristo morto di Niccolò dell'Arca, capolavoro della scultura quattrocentesca di ineguagliata forza drammatica. L'insieme delle sei figure a grandezza naturale che circondano il Cristo giacente, fu commissionato dalla confraternita nel 1463, è firmato sul cuscino che sostiene la testa di Cristo ed era originariamente posto a lato della porta di ingresso dell'antico santuario. Nella stessa cappella è anche la tela rappresentante Sant'Orsola davanti al tiranno di Denys Calvaert e un'altra grande tela settecentesca con la Madonna in gloria con San Francesco ed altri Santi, di Jacopo Calvi detto il Sordino.
La Cappella maggiore e l'altare di gusto già neoclassico sono stati progettati e realizzati da Angelo Venturoli tra 1776 e 1779: l'altare è sormontato da un'edicola sormontata da un timpano curvilineo sul quale siedono due Angeli in stucco modellati da Giacomo Rossi che reggono un medaglione con Dio Padre benedicente in altorilievo. Al centro dell'edicola è collocata la porzione oggi superstite di affresco con l'immagine ritenuta miracolosa della Madonna in trono col Bambino, oggi attribuita a Pietro di Giovanni Lianori, datata ai primi decenni del XV secolo, dato che il muro sul quale fu dipinto fu costruito nel 1406, traslata all'altare precedente l'attuale nel 1692, al termine della ricostruzione tardo secentesca della chiesa. Le statue poste nelle nicchie ai lati dell'altare rappresentano la Continenza e l'Umiltà, opera di Petronio Tadolini. La cupola soprastante è stata affrescata tra 1776 e 1779 da Gaetano Gandolfi con l'Assunzione della Vergine, celebrata anche in antico come una delle imprese pittoriche più importanti della seconda metà del XVIII secolo. Sulle pareti laterali del presbiterio sono due cantorie lignee; sopra quella destra si trova l'organo costruito da Giuseppe Guermandi nel 1867 (con materiale fonico di Paolo o Giuliano Cipri del 1578, Francesco e Domenico Traeri del 1698) e restaurato dalla ditta Ruffatti di Padova nel 1996, oltre a sculture di Francesco Tadolini. L'abside in fondo, dietro l'altare, è affrescata nello stesso periodo da Flaminio Minozzi.
All'altare centrale a sinistra è invece la pala con il Beato Riniero che sana gli appestati, altra tela di Domenico Pedrini, copia di quella del Cavedoni posta all'ingresso dell'attiguo Oratorio dei Battuti.

## L'oratorio dei Battuti
L'attuale oratorio al piano superiore, che sostituì quello quattrocentesco, fu progettato da Floriano Ambrosini e costruito tra 1604 e 1617, e rappresenta uno dei più suggestivi interni barocchi della città, raro per la sua integrità conservativa. L'ambiente a pianta rettangolare, dedicato dalla confraternita al Beato Raniero e alla Madonna, è ornato dalle decorazioni con stucchi dorati di Giulio Cesare Conventi e Antonio Martini, portate a termine nel 1639, che rendono l'ambiente sontuoso e ne sottolineano la struttura architettonica.
Lo spazio termina con una serliana composta da colonne corinzie che reggono un architrave ed un arco centrale, ai lati del quale sono due tele di Sebastiano Brunetti, allievo di Lucio Massari prima e di Guido Reni poi, raffiguranti l'Arcangelo Gabriele e la Vergine Annunciata, di datazione incerta ma donate dal confratello Floriano Paleotti nel 1634. La serliana introduce ad un piccolo presbiterio leggermente elevato. In esso è custodita, ad un pregevole altare barocco, una delle due opere più antiche ricollocate nell'oratorio secentesco, la pala con la Madonna col Bambino, il Beato Raniero e i Santi Giacomo, Pietro, Paolo e Girolamo, voluta dal confratello Girolamo Alamandini ed eseguita nel 1563 da Giovanni Francesco Bezzi, detto Nosadella, pittore ammesso nella confraternita dal 1560. Lo spazio di fronte alla pala è coperto da una piccola cupola ellittica ornata nei pennacchi con figure alate in stucco, che scenograficamente lo illumina. Gli ambienti laterali, coperti da volte a botte, recano altre tele: alla parete all'estrema destra è il Beato Raniero e i confratelli flagellanti che adorano la Madonna della Vita di Giacinto Gilioli, forse dei primi anni del Seicento. Al di sopra, nella volta, quattro tele con i Miracoli del Beato Raniero compiuti dopo la sua morte. Dalla parte opposta, all'estrema sinistra, la tela con la Morte del Beato Raniero di Giovan Battista Bertusio ed in alto, nella volta, altri quattro dipinti con i Miracoli del Beato Raniero compiuti in vita. 

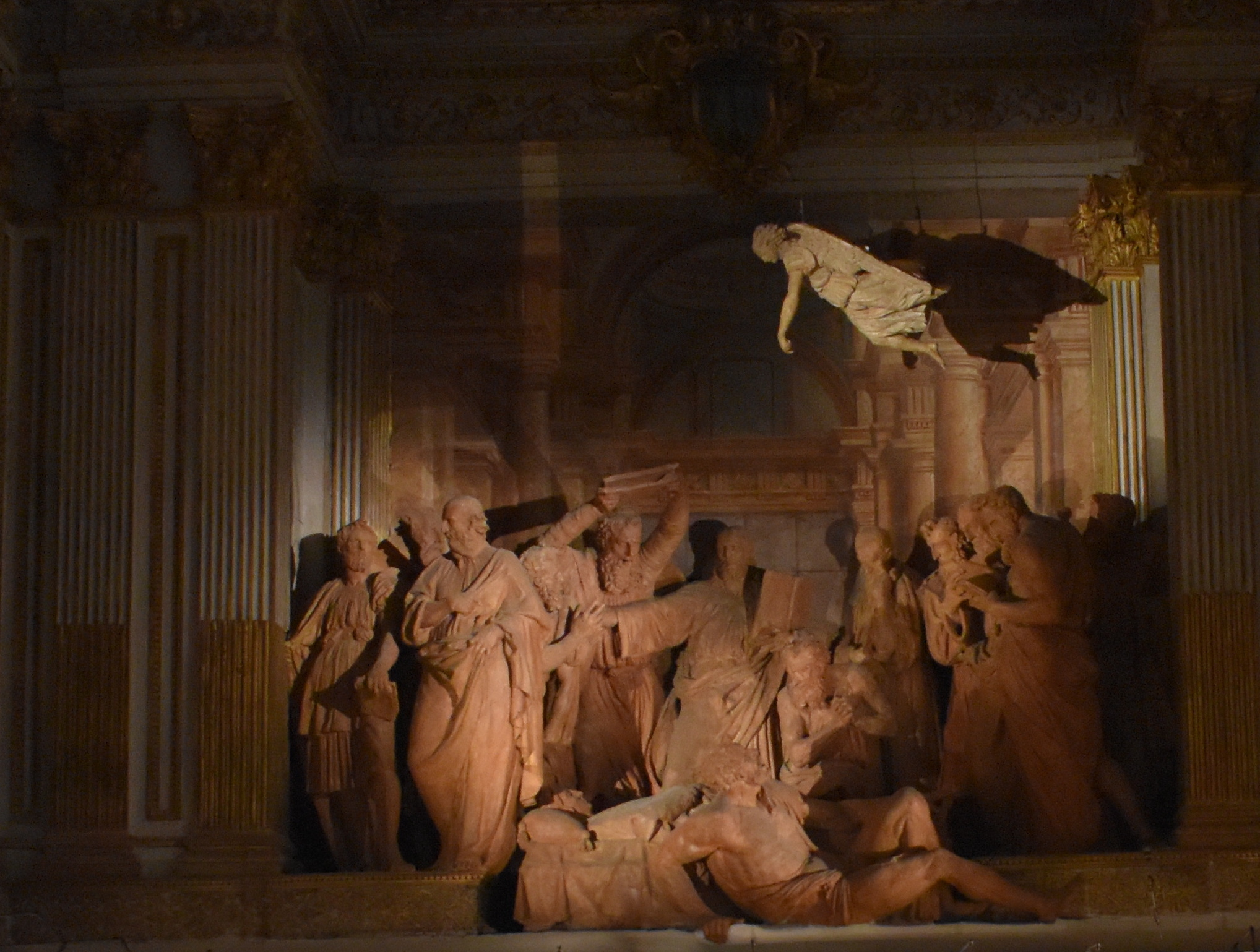
Alfonso Lombardi, Transito della Vergine

Le pareti laterali presentano, sopra ad una parte inferiore semplicemente intonacata, una struttura scandita da lesene corinzie che sostengono una trabeazione animata da putti dorati che si apre in serliane e in nicchie semicircolari con frontone. Queste ultime ospitano statue di santi protettori di Bologna: da un lato San Francesco e San Petronio e dall'altro San Domenico e  San Procolo. Petronio e Procolo sono attribuiti ad Alessandro Algardi, gli altri due a Giulio Cesare Conventi. Ai lati delle sculture sono tele di vari autori: di fronte all'ingresso si può vedere il Beato Raniero che sana gli appestati di Giacome Cavedone, mentre dirimpetto è l'Apparizione della Vergine al Beato Raniero di Vincenzo Spisanelli. Sulla stessa parete si trova Il Beato Riniero con una processione visita il corpo di San Geminiano Vescovo di Modena, dipinto giovanile di Antonio Randa (1626-1627) e di fronte Il Beato Raniero e il vescovo di Perugia che mostrano la lettera ricevuta dalla Vergine, forse dello stesso Spisanelli. 
Al lato opposto del presbiterio, all'interno di un profondo spazio, è l'altra importante opera ricollocata nell'oratorio, sistemata in tale posizione nel 1612: un coinvolgente Transito della Madonna, gruppo di quattordici statue in terracotta di Alfonso Lombardi  commissionato nel 1519 dalla confraternita e terminato nel 1522. Il gruppo, evoluzione cinquecentesca dei tableaux vivants in terracotta e dei compianti quattrocenteschi come quello in chiesa di Niccolò dell'Arca, appare a tutta evidenza ispirato nella composizione alla Scuola di Atene di Raffaello.

## Museo della sanità e dell'assistenza

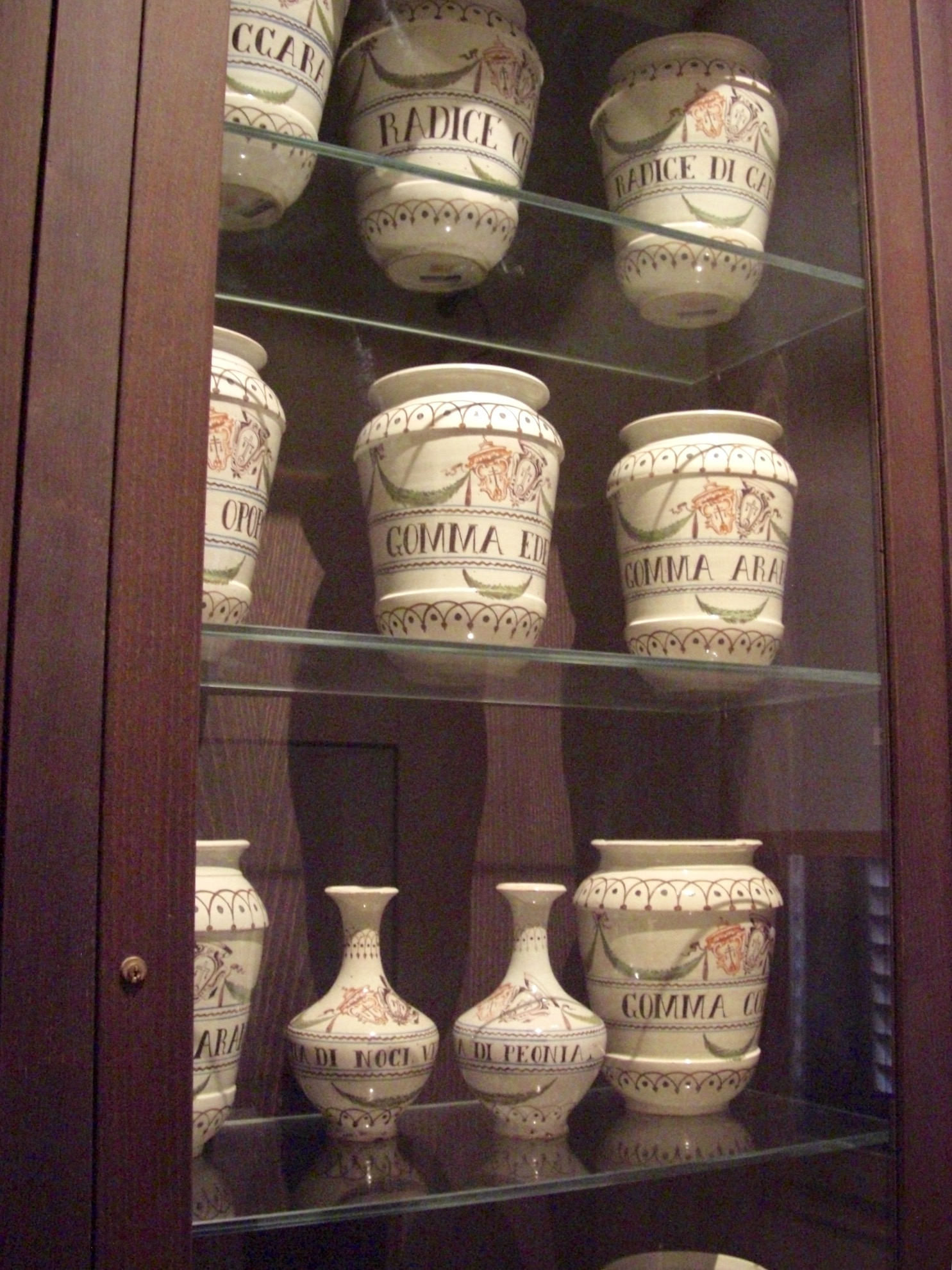
I rimedi

Al primo piano, attiguo all'oratorio si trova il museo dedicato alla sanità bolognese, aperto nel 1999 e occupante una serie di ambienti risalenti al XVII secolo che corrisponde agli spazi dell'antico ospedale, operante in questi locali fino al 1725. Gli spazi inglobano la casa e lo studio di Guido Reni, anche se oggi occupati da magazzini e dall'esposizione di oggetti di farmacia. Tra vari oggetti preziosi, raccolti durante la lunga storia della Confraternita, sono anche due tele di Gaetano Gandolfi rappresentanti Coriolano e la madre e La continenza di Scipione, commissionate dal marchese Giacomo Marescotti Berselli nel 1784 per il suo palazzo in via Barberia e donate nel 1922 al museo.